# Dahlica rupicolella
Dahlica rupicolella is een vlinder uit de familie van de zakjesdragers (Psychidae). De wetenschappelijke naam van deze soort is voor het eerst voorgesteld als Solenobia rupicolella door Willi Sauter in een publicatie uit 1954.
De soort komt voor in Noorwegen, Zweden, Finland, Europees Rusland, Estland, Letland, Duitsland en Zwitserland.